# Józsa Imre (mérnök)
Józsa Imre (Zsögöd, 1948. január 6.–) erdélyi magyar villamosmérnök, műszaki szakíró.

## Életútja, munkássága
Középiskoláit a csíkszeredai Matematika–Fizika Líceumban végezte (1966), energetikai mérnöki oklevelét a bukaresti Gheorghe Gheorghiu-Dej Műegyetemen szerezte (1972). Első munkahelye a bukaresti Energetikai Kutató Intézet (1972–79), majd a Hargita Megyei Tervező Intézet (1979–83), később a csíkszeredai Hargita Bányavállalat mérnöke.
Számos tanulmányt közölt az energetika tárgyköréből. Jelentősebb szakdolgozatai: 
- Megyénk hidroenergetikai potenciálja (Hargita, 1980. november 29.);
- Törpe vízierőművek I–II. (Hargita, 1981. április 18., 25.);
- Az újszerű energiaforrások hasznosítása Előre, 1981. november 2.).

## Kötetei
- Villamosság a háztartásban (Máthé Balázzsal és Lázár Tiborral, 1983);
- Törpe vízierőművek.